# Katja Christ
Katja Christ, née le 1er août 1972 à Bâle (originaire de Bâle et Binningen), est une personnalité politique suisse, membre des Vert'libéraux. 
Elle est députée du canton de Bâle-Ville au Conseil national depuis 2019.

## Biographie
Katja Christ naît Katja Rudin, le 1er août 1972 à Bâle. Elle est originaire du même lieu et de Binnigen, dans le canton de Bâle-Campagne.
Après avoir étudié le droit à l'Université de Bâle et avoir été admise au barreau, elle travaille au département de la santé du canton de Bâle-Ville. Elle travaille ensuite pendant plusieurs années dans l'administration municipale de Riehen.
Elle a pratiqué la danse de compétition, en particulier latine.
Katja Christ est mariée et mère de deux enfants.

## Parcours politique
Katja Christ est membre des Vert'libéraux de Bâle-Ville depuis 2012[réf. nécessaire].
Elle a siégé au Grand Conseil de Bâle-Ville de 2014 jusqu'à sa démission en 2019 pour début 2020. Depuis mai 2016, elle est également présidente des Vert'libéraux de Bâle-Ville et membre du comité du parti sur l'échelle nationale.
Elle est conseillère nationale du canton de Bâle-Ville depuis 2019 (réélue en 2023). Elle siège au sein de la Commission de gestion et de la Commission des transports et des télécommunications.